# Salut à toi, pays de nos aïeux
Salut à toi, pays de nos aïeux ('Te saludamos, país de nuestros antepasados', en francés) es el himno nacional de Togo.
Tanto la letra como la música fueron compuestas por Alex Casimir-Dosseh; éste era el himno nacional tras la independencia de 1960 a 1979. De 1979 a 1992 fue sustituido por un himno diferente. Fue adoptado de nuevo desde 1992 en adelante.

## Letra original (en francés)
Salut à toi pays de nos aïeux,
Toi que les rendait forts,
Paisibles et joyeux,
Cultivant vertu, vaillance,Pour la prospérité.
Que viennent les tyrans,
Ton cœur soupire vers la liberté,
Togo debout, luttons sans défaillance,
Vainquons ou mourrons, mais dans la dignité,
Grand Dieu, toi seul nous a exaltés,
Du Togo pour la prospérité,
Togolais viens, bâtissons la cité.
Dans l’unité nous voulons te servir,
C’est bien là de nos cœurs, le plus ardent désir,
Clamons fort notre devise,
Que rien ne peut ternir.
Seul artisan de ton bonheur, ainsi que de ton avenir,
brisons partout les chaînes de la traîtrise,
Et nous te jurons toujours fidélité,
Et aimer servir, se dépasser,
Faire encore de toi sans nous lasser,
Togo chéri, l’or de l’humanité.
Salut, salut à l'Univers entier
Unissons nos efforts sur l'immense chantier
D'où naîtra toute nouvelle
La Grande Humanité
Partout au lieu de la misère, apportons la félicité.
Chassons du monde la haine rebelle
Finis l'esclavage et la Captivité
A l'étoile de la liberté,
Renouons la solidarité
Des Nations dans la fraternité

## Español
Te saludamos, país de nuestros ancestros ,
tú, que les hacías fuertes,
pacíficos y felices,
cultivando virtud, valor
para la prosperidad.
Si los tiranos vienen
tu corazón suspira por la libertad.
Togo, en pie, luchemos sin desmayo,
Venzamos o muramos, pero con dignidad.
Oh, gran Dios, sólo tú nos ha encumbrado
Togo para la prosperidad.
Togolés, ven, construyamos la ciudad.
Queremos servirte unidos
ese es nuestro más ardiente deseo de corazón.
Clamemos fuerte nuestro lema
que nada puede mancillar.
Único autor de tu dicha, así como de tu porvenir.
Rompamos por doquier las cadenas de la traición.
Y te juramos siempre fidelidad,
y amar, servir, ir más allá,
hacer de ti sin cansarte
Togo, querido, oro de la humanidad.
Salud, salud al Universo entero,
unamos nuestros esfuerzos en la inmensa cantera
de la cual nacerá completamente nueva
la gran Humanidad.
Por todas partes en lugar de miseria, aportemos felicidad.
Expulsemos del mundo al odio insurgente,
terminemos con la esclavitud y la cautividad,
renovemos la solidaridad
de las naciones, en la fraternidad.